# Litsea noronhae
Litsea noronhae är en lagerväxtart som beskrevs av Carl Ludwig von Blume. Litsea noronhae ingår i släktet Litsea och familjen lagerväxter. Utöver nominatformen finns också underarten L. n. hexandra.